# Moses und die Eherne Schlange (Museum Schnütgen)

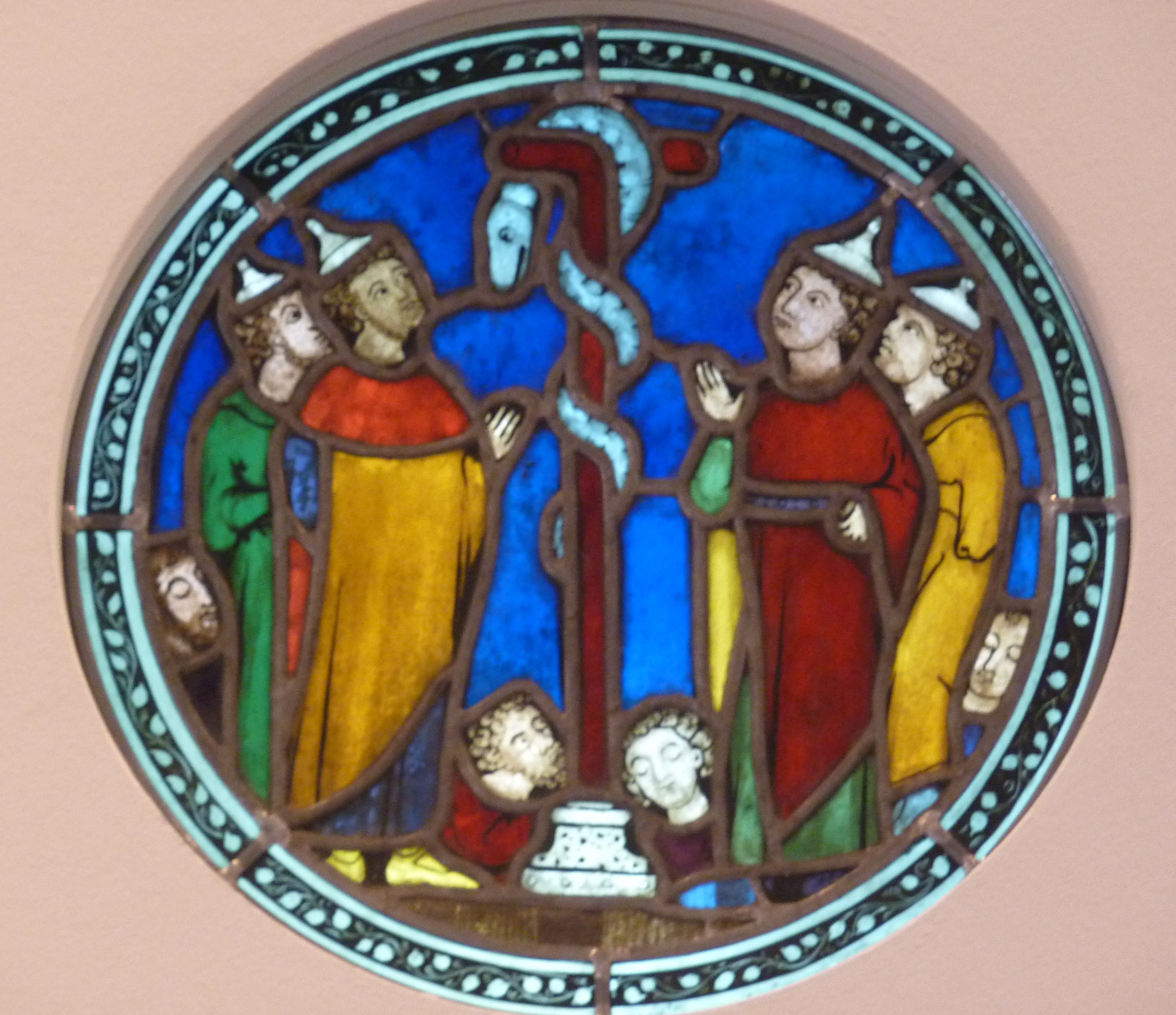
Bleiglasscheibe Moses und die Eherne Schlange

Moses und die Eherne Schlange wird eine Szene eines Bleiglasfensters genannt, die von einem unbekannten Künstler stammt. Die in das zweite Viertel des 13. Jahrhunderts datierte Scheibe befindet sich heute im Museum Schnütgen in Köln.

## Herkunft
Die Scheibe befand sich in der Sammlung der Baronin von Liebieg auf Schloss Liebieg an der Mosel und kam in die Sammlung Ludwig (Aachen).

## Beschreibung
Die Scheibe besitzt heute einen Durchmesser von 32 cm und ist aus farbigem Hüttenglas geschaffen. Sie hat eine leichte Schwarzlotkonturierung und ein erneuertes Bleinetz. Die Scheibe, die mit Sicherheit Teil eines größeren Fensters war, zeigt rechts und links eines roten Kreuzes, um das sich eine Schlange windet, eine Gruppe von aufblickenden Juden, erkennbar an ihren Hüten. Diese werden links von Moses und rechts von Aaron angeführt. Die vier Köpfe zu ihren Füßen stellen gegen den Herrn aufbegehrende Juden dar, die durch Schlangen gebissen worden waren und beim Anblick der von Moses errichteten Ehernen Schlange (Num 21,4–9 ) vor dem Tode bewahrt wurden.